# 2A45 Sprut
125 mm samobieżna armata przeciwpancerna 2A45 – samobieżna armata przeciwpancerna konstrukcji radzieckiej.